# Julia Svan
Julia Marie Svan, född 20 februari 1993 i Vansbro, är en svensk före detta längdskidåkare. Hon är dotter till Gunde och Marie Svan samt äldre syster till Ferry Svan. Julia är gift med sportjournalisten Ludvig Svan (tidigare Holmberg).
Svan studerade på Samhällsprogrammet, ekonomi på skidgymnasiet Stjerneskolan i Torsby. Hon tävlade för Vansbro AIK. I februari 2017 avslutade hon skidkarriären på grund av återkommande skador och sjukdomar.

## Meriter
- JVM, guldmedaljör i stafett med Sverige i januari 2013[2]
- 3:a i Tjejvasan 2013
- Debuterade som landslagsåkare i Lahtis i mars 2013
- 3:a i Tjejvasan 2016